# Körfrekvencia
Rezgések, hullámok gyakoriságának jellemzésére többféle paraméter is használható, ezek a hullámhossz, a frekvencia és a körfrekvencia.
Egy rezgés vagy hullám {\displaystyle \omega } körfrekvenciáján az {\displaystyle f} frekvencia {\displaystyle 2\pi }-szeresét értjük:
{\displaystyle \omega =2\pi f}.
Ez azt adja meg, hogy a leíráshoz használt szögváltozó (fázisa) mennyit változik egységnyi idő alatt (azaz a szögsebességet). Mértékegysége radián per másodperc (rad/s).
A frekvencia {\displaystyle (f)} azt adja meg, hány periódusa megy végbe a hullámnak adott idő alatt, és hertzben mérjük. Összefüggésük a következő:
{\displaystyle f={\frac {1}{T}}}
ahol a periódusidő {\displaystyle (T)} egy teljes hullámoszcillációhoz (például egyik maximumtól a következő maximumig) szükséges időtartam.
Ilyen módon egy harmonikus rezgés a következő alakok bármelyikével egyaránt jellemezhető:
{\displaystyle A\sin {\bigl (}\omega t{\bigr )}=A\sin {\bigl (}{2\pi }ft{\bigr )}=A\sin {\Bigl (}{\frac {2\pi }{T}}t{\Bigr )}}